# Crocidura anhuiensis
Crocidura anhuiensis — вид ссавців із родини Soricidae. Зустрічається в Китаї.